# Aaron Bouwman
Aaron Bouwman (Haarlem, 28 augustus 2007) is een Nederlands voetballer die bij voorkeur als centrale verdediger speelt. Hij staat onder contract bij AFC Ajax.

## Clubcarrière
Bouwman debuteerde op 26 april 2024 voor Jong Ajax in de Eerste divisie tegen Roda JC. Hij viel na 83 minuten in voor Olaf Gorter. In mei 2024 tekende hij een driejarig profcontract.
Tijdens de voorbereiding voor het seizoen 2025/26 kreeg Bouwman meerdere malen speeltijd in het eerste elftal, mede door een blessure van Josip Šutalo. Op 10 augustus 2025 debuteerde hij in de Eredivisie, thuis tegen Telstar (2-0).